# تنظيم الوقت
تنظيم الوقت هو دور الوقت في التواصل. إنها واحدة من عدة فئات فرعية تظهر من دراسة الاتصال غير اللفظي. وفقًا لموسوعة التعليم الخاص، «يتضمن تنظيم الوقت التوجيه الزمني والفهم والتخطيط؛ واستخدام ضغوط الوقت ورد فعلها؛ وإدراكنا الفطري والمتعلم للوقت؛ وارتداء الساعة أو عدم ارتدائها؛ الوصول والبدء والانتهاء في وقت متأخر أو في الوقت المحدد. .»  يلعب إدراك الشخص وقيمه الموضوعة في الوقت المناسب دورًا مهمًا في عملية الاتصال الخاصة به. يمكن أن يؤثر استخدام الوقت على أنماط الحياة والعلاقات الشخصية وحياة العمل. عبر الثقافات، عادة ما يكون لدى الناس تصورات زمنية مختلفة، وهذا يمكن أن يؤدي إلى صراعات بين الأفراد. تتضمن تصورات الوقت الالتزام بالمواعيد والتفاعلات والاستعداد للانتظار. ثلاثة أنواع رئيسية من الوقت في التأريخ الزمني هي: التفاعلي، والمفاهيمي، والاجتماعي.

## تعريف
توماس جيه برونو، أستاذ الاتصال بجامعة رادفورد الذي ركز دراساته على التواصل غير اللفظي والتواصل بين الأشخاص والتواصل بين الثقافات، صاغ مصطلح «الكرونيميكس» في أواخر السبعينيات للمساعدة في تحديد وظيفة الوقت في التفاعل البشري:
 
يمكن استخدام الوقت كمؤشر على الحالة. على سبيل المثال، في معظم الشركات، يمكن للمدير مقاطعة التقدم لعقد اجتماع مرتجل في منتصف يوم العمل، ومع ذلك يتعين على العامل العادي تحديد موعد لمقابلة رئيسه. الطريقة التي ترى بها الثقافات المختلفة الوقت يمكن أن تؤثر على التواصل أيضًا. تنظيم الوقت هي دراسة استخدام الوقت في التواصل غير اللفظي. تتضمن تصورات الوقت الالتزام بالمواعيد والاستعداد للانتظار والتفاعلات. يمكن أن يؤثر استخدام الوقت على أنماط الحياة والأجندات اليومية وسرعة الكلام والحركات ومدة استعداد الناس للاستماع.

## الوقت الأحادي
يعني نظام الوقت الأحادي أن الأشياء تتم واحدًا تلو الآخر وأن الوقت مقسم إلى وحدات دقيقة صغيرة. في ظل هذا النظام، يتم جدولة الوقت وترتيبه وإدارته.
تعتبر الولايات المتحدة نفسها مجتمعًا أحادي الوقت. جاء هذا التصور خلال الثورة الصناعية. يعتقد العديد من الأمريكيين أن الوقت مورد ثمين لا يجب إهداره أو الاستخفاف به. كما كتب عالم الاتصالات إدوارد ت. هول فيما يتعلق بوجهة نظر الأمريكيين للوقت في عالم الأعمال، «الجدول الزمني مقدس». يقول هول إنه بالنسبة للثقافات أحادية الوقت، مثل الثقافة الأمريكية، «الوقت ملموس» ويُنظر إليه على أنه سلعة حيث «الوقت هو المال» أو «يضيع الوقت». يتفق جون إيفرس، أستاذ النماذج الثقافية، مع إدوارد هول بالقول: «من منظور السوق، يستهلك الأشخاص الأحاديون الوقت». نتيجة هذا المنظور هو أن الثقافات أحادية الوقت تضع قيمة قصوى على الجداول الزمنية والمهام و «إنجاز المهمة».[استشهاد منقوص البيانات]
يعد التوجه الزمني الأحادي النوع بارزًا جدًا في ثقافات شمال أوروبا وإيطاليا واليونان وإسبانيا وإنجلترا والدول الاسكندنافية. على سبيل المثال، رجل أعمال من الولايات المتحدة لديه اجتماع مجدول، ثم يشعر بالإحباط لأنهم ينتظرون ساعة حتى يصل شريكهم. هذا مثال على فرد ذو اتجاه زمني أحادي النوع يعمل مع فرد متعدد الألوان موجه للوقت. الشيء المثير للاهتمام هو أنه على الرغم من أن أمريكا يُنظر إليها على أنها واحدة من أكثر البلدان أحادية الوقتن، إلا أنها «لديها ثقافات فرعية قد تميل أكثر إلى جانب أو آخر من التقسيم أحادي النشاط-متعدد النشاط» داخل الولايات نفسها. يمكن للمرء أن يرى هذا وهم يقارنون الولايات الجنوبية بالولايات الشمالية. يشير جون إيفرس إلى ذلك بمقارنة النوادل في المطاعم الشمالية والجنوبية. النوادل من الشمال «إلى النقطة»: سوف «ينخرطون قليلاً» وعادة ما يكون هناك «حديث بسيط». إنهم يحاولون أن يكونوا فعالين قدر الإمكان، بينما سيعمل أولئك الموجودون في الجنوب من أجل «إقامة علاقة لطيفة وودودة صغيرة» مع العميل. لا يزالون يراعون الوقت، لكنه ليس الهدف الأكثر أهمية في الجنوب. 
قد يُنظر أيضًا إلى ثقافة الأمريكيين من أصل أفريقي على أنها متعددة النشاطات (انظر CP Time)

## الوقت المتعدد
نظام الوقت متعدد النشاط هو نظام يمكن من خلاله القيام بالعديد من الأشياء في وقت واحد، ويتم عرض رؤية أوسع للوقت ويتم إدراك الوقت في سياقات واسعة. 
من أمثلة الثقافات متعددة الأزمنة: ثقافات أمريكا اللاتينية، والأفريقية، والعربية، وجنوب آسيا، والأمريكية الأصلية. يمكن ربط رؤية هذه الثقافات في الوقت المناسب بـ «الإيقاعات الطبيعية، والأرض، والفصول». يمكن فهم هذه المقارنات ومقارنتها لأن الأحداث الطبيعية يمكن أن تحدث بشكل عفوي ومتقطع، تمامًا مثل الأشخاص ذوي التوجهات الزمنية المتعددة الأطراف والثقافات متعددة الأزمنة الموجهة زمنياً. قد يكون السيناريو هو عمل الإنويت في مصنع في ألاسكا، حيث يطلق الرؤساء صافرة للتنبيه لأوقات الراحة، وما إلى ذلك. إن الإنويت ليسوا مغرمين بهذه الطريقة لأنهم يحددون أوقاتهم من خلال المد البحري. كم من الوقت يستغرق ومدة استمراره. في الثقافات متعددة الأزمنة، يعتبر «الوقت الذي يقضيه المرء مع الآخرين» «مهمة» وذات أهمية لنظام الفرد اليومي. 
الثقافات المتعددة الأنشطة أقل تركيزًا على دقة حساب الوقت. تركز الثقافات المتعددة الأزمنة على التقاليد والعلاقات أكثر من التركيز على المهام. لا تواجه المجتمعات متعددة الأزمنة مشكلة في التأخر عن موعد إذا كانت تركز بشدة على بعض الأعمال أو في اجتماع تجاوز الجدول الزمني السابق، لأن مفهوم الوقت مائع ويمكن أن يتوسع أو يتقلص بسهولة حسب الحاجة. نتيجة لذلك، فإن الثقافات متعددة الأزمنة لديها تصور أقل رسمية للوقت. لا تحكمها تقويمات وجداول زمنية دقيقة. 

### قياس التعددية الزمنية
خلص بلودورن، وألين سي، وكارول فيلكر كوفمان، وبول إم لين إلى أن «تطوير فهم للتواصل الأحادي / متعدد الأنشطة لن يؤدي فقط إلى إدارة ذاتية أفضل ولكنه سيسمح أيضًا بمزيد من الأداء الوظيفي المجزي والعلاقات مع الأشخاص من ثقافات وتقاليد مختلفة». لقد درس الباحثون أن التنبؤ بتعدد الأفكار لدى شخص ما يلعب دورًا مهمًا في الإنتاجية ورفاهية الفرد. طوَّر الباحثون الاستبيانات التالية لقياس تعدد الأنشطة:
- جرد القيم متعددة الأنشطة ، تم تطويره بواسطة بلودورن وزملائه، وهو مقياس مكون من 10 عناصر مصمم لتقييم «إلى أي مدى يفضل الناس في ثقافة ما المشاركة في مهمتين أو أكثر في وقت واحد والاعتقاد بتفضيلهم هي أفضل طريقة للقيام بالأشياء».[13]
- مؤشر الأنشطة المتعددة ، الذي طوره كوفمان-سكاربورو وليندكويست في عام 1991، وهو مقياس مكون من 4 عناصر يقيس التفضيل الفردي للتعددية، في العبارات التالية: [14]

1. «لا أحب التوفيق بين عدة أنشطة في نفس الوقت».
2. «يجب ألا يحاول الناس القيام بأشياء كثيرة في وقت واحد».
3. «عندما أجلس على مكتبي، أعمل في مشروع واحد في كل مرة».
4. «أنا مرتاح للقيام بالعديد من الأشياء في نفس الوقت».

## أنماط يمكن التنبؤ بها بين الثقافات ذات الأنظمة الزمنية المختلفة
| الناس أحادية النشاط                                                                 | الناس متعددة النشاط                              |
| ----------------------------------------------------------------------------------- | ------------------------------------------------ |
| تفعل شيئا واحدا في وقت واحد                                                         | افعل أشياء كثيرة في وقت واحد                     |
| ركز على مهمة محددة أمامهم                                                           | ركز على حدث يحدث من حولهم                        |
| ضع في اعتبارك الالتزامات الزمنية (المواعيد النهائية والجداول الزمنية) على محمل الجد | ضع في اعتبارك الأهداف (الأهداف والنتائج) بجدية   |
| هي منخفضة السياق وتحتاج إلى معلومات                                                 | عالية السياق ولديها بالفعل معلومات               |
| ملتزمون بالوظيفة والنتائج النهائية                                                  | ملتزمون بالناس والعلاقات                         |
| كرسوا أنفسهم للخطط                                                                  | قم بتغيير الخطط كثيرًا وبسهولة                    |
| هم أكثر اهتماما بالخصوصية والملكية الفردية                                          | هم أكثر اهتماما بالمجتمع والاتصالات المشتركة     |
| أكد على التعرف الفوري على الوقت، بغض النظر عن العلاقة أو الظروف                     | أكد على الاستجابة بناءً على طبيعة العلاقة والظروف |
| لديك ميل قوي لبناء علاقات مؤقتة وعملية                                              | لديك ميل قوي لبناء علاقات عائلية مدى الحياة      |

### وجهات نظر عبر الثقافات في الوقت المناسب
يمكن أن تتداخل المواقف المتضاربة بين التصورات أحادية النشاط ومتعددة النشاط للوقت مع العلاقات بين الثقافات وتلعب دورًا في هذه المجالات، ونتيجة لذلك يمكن أن تحدث التحديات داخل ثقافة مندمجة بطريقة أخرى.  أحد الأمثلة في الولايات المتحدة هو ثقافة هاواي، التي تستخدم نظامين زمنيين: توقيت هأولي Haole وتوقيت هاواي.
 
وفقًا لآشلي فولمر وبراندون كروسبي، «نظرًا لأن التفاعلات بين الثقافات أصبحت بشكل متزايد القاعدة وليس الاستثناء، فإن قدرة الأفراد والجماعات والمنظمات على إدارة الوقت بفعالية في البيئات متعددة الثقافات أمر بالغ الأهمية لنجاح هذه التفاعلات».

## التوجهات الزمنية
الطريقة التي يدرك بها الفرد الوقت والدور الذي يلعبه الوقت في حياته هي منظور مكتسب. كما ناقش ألكسندر جونزاليس وفيليب زيمباردو، «يتعلم كل طفل منظورًا زمنيًا يتناسب مع قيم واحتياجات مجتمعه» (Guerrero، DeVito & Hecht، 1999، p. 227).
هناك أربعة توجهات نفسية أساسية:
1. الماضي
2. الجدول الزمني
3. الحالي
4. مستقبل

يؤثر كل اتجاه على بنية الاتصال ومحتواه وإلحاحه (بورغون، 1989). يواجه التوجه الماضي صعوبة في تطوير فكرة الوقت المنقضي وغالبًا ما يخلط هؤلاء الأفراد بين الأحداث الحالية والماضية كما في كل شيء. غالبًا ما يكون الأشخاص الموجهون بإدراك الخط الزمني موجهين نحو التفاصيل ويفكرون في كل شيء بمصطلحات خطية. غالبًا ما يواجه هؤلاء الأفراد أيضًا صعوبة في فهم أحداث متعددة في نفس الوقت. يتم تصنيف الأفراد ذوي التوجه الحالي في الغالب على أنهم باحثون عن المتعة يعيشون في الوقت الحالي ولديهم نسبة منخفضة جدًا من النفور من المخاطرة. غالبًا ما يُنظر إلى هؤلاء الأفراد الذين يعملون بتوجه مستقبلي على أنهم موجهون بشكل كبير نحو الهدف ويركزون على الصورة العامة.
يمكن أن يكون استخدام الوقت كقناة اتصال قوة قوية، لكنها خفية، في التفاعلات وجهاً لوجه. بعض أنواع التفاعل التي يمكن التعرف عليها والتي تستخدم الوقت هي:
تنظيم التفاعل
يظهر هذا للمساعدة في الانتقال المنظم لأخذ الأدوار في المحادثة. عندما يفتح المتحدث المجال للرد، سيتوقفون مؤقتًا. ومع ذلك، في حالة عدم الرغبة في الاستجابة، سيتحدث المتحدث بوتيرة أسرع مع أقل قدر من التوقف المؤقت. (كابيلا، 1985)
التعبير عن الحميمية
عندما تصبح العلاقات أكثر حميمية، يتم إجراء بعض التغييرات لاستيعاب حالة العلاقة الجديدة. تتضمن بعض التغييرات التي تم إجراؤها إطالة الوقت الذي يتم قضاؤه في النظرات المتبادلة، وزيادة مقدار الوقت في أداء المهام مع أو مع الشخص الآخر والتخطيط للمستقبل من خلال وضع خطط لقضاء المزيد من الوقت معًا (باترسون، 1990).
تؤثر في الإدارة
يمكن أن يؤدي ظهور المشاعر القوية إلى تأثير أقوى، بدءًا من الفرح إلى الحزن أو حتى الإحراج. تتضمن بعض السلوكيات المرتبطة بالتأثيرات السلبية انخفاض وقت التحديق والتوقف لفترة طويلة بشكل محرج أثناء المحادثات. عندما يحدث هذا، من الشائع أن يحاول الأفراد تقليل أي تأثيرات سلبية وبالتالي تقوية التأثيرات الإيجابية (Edelman & Iwawaki ، 1987).
إثارة المشاعر
يمكن استخدام الوقت لإثارة المشاعر في علاقة شخصية من خلال إيصال قيمة العلاقة. على سبيل المثال، عندما يتأخر شخص ما لديك علاقة وثيقة معه، فقد لا تأخذ الأمر على محمل شخصي، خاصةً إذا كان ذلك من سماته. ومع ذلك، إذا كان اجتماعًا مع شخص غريب تمامًا، فقد يتم التعامل مع عدم احترامهم لقيمة وقتك بشكل شخصي وقد يتسبب في إظهار المشاعر السلبية عند وصولهم إلى الاجتماع.
تسهيل أهداف الخدمة والمهمة
يمكن أن تؤدي الإعدادات المهنية في بعض الأحيان إلى علاقات شخصية مختلفة تمامًا عن التفاعلات «العادية» الأخرى. على سبيل المثال، يتم تغيير المعايير المجتمعية التي تفرض الحد الأدنى من اللمس بين الغرباء بشكل واضح إذا كان أحد أفراد الأسرة طبيبًا، وكانت البيئة هي بيئة غرفة الفحص بالمستشفى.

### التوجه الزمني والمستهلكين
كشف التوجه الزمني أيضًا عن رؤى ثاقبة حول كيفية تفاعل الأشخاص مع الإعلانات. وجد مارتين وغنوت وسترونغ (2009) أن المستهلكين ذوي التوجه المستقبلي يتفاعلون بشكل أفضل مع الإعلانات التي تعرض منتجًا سيتم طرحه في المستقبل البعيد والتي تسلط الضوء على سمات المنتج الأساسية. في المقابل، يفضل المستهلكون ذوو التوجه الحالي إعلانات المستقبل القريب التي تسلط الضوء على سمات المنتج الثانوية. تم التوسط في مواقف المستهلك من خلال الفائدة المتصورة لمعلومات السمة.

## الثقافة والدبلوماسية

### الجذور الثقافية
تمامًا كما أن للثقافات أحادية النشاط ومتعددة النشاط وجهات نظر زمنية مختلفة، فإن فهم التوجه الزمني للثقافة أمر بالغ الأهمية لتصبح أكثر قدرة على التعامل مع المواقف الدبلوماسية بنجاح. يعتقد الأمريكيون أن لديهم توجهًا مستقبليًا. يشير هول إلى أن «الغد أكثر أهمية» بالنسبة للأمريكيين وأنهم «موجهون بالكامل تقريبًا نحو المستقبل» (Cohen، 2004، p. 35). ينسب التوجه الذي يركز على المستقبل إلى بعض المخاوف التي يشعر بها الأمريكيون على الأقل بشأن «معالجة القضايا العاجلة والانتقال إلى تحديات جديدة» (Cohen، 2004، p. 35).
من ناحية أخرى، فإن العديد من الثقافات متعددة الأزمنة لها توجه الماضي تجاه الوقت.
وجهات النظر هذه هي بذور اشتباكات الاتصالات في المواقف الدبلوماسية. لاحظ المفاوضون التجاريون أن "المفاوضين الأمريكيين أكثر حرصًا بشكل عام على الاتفاق لأنهم" في عجلة من أمرهم دائمًا "و" موجهون نحو حل المشكلات ". وبعبارة أخرى، فإنهم يولون أهمية كبيرة لحل قضية ما، مما يستدعي سريعًا إلى الذهن العبارة الشهيرة الأمريكية "بعض الحلول أفضل من عدم وجود حل" (Cohen، 2004، p. 114). تم إجراء ملاحظات مماثلة حول العلاقات اليابانية الأمريكية. في إشارة إلى الاختلاف في التصورات الزمنية بين البلدين، علق السفير السابق في طوكيو، مايك مانسفيلد، "نحن سريعون للغاية، إنهم بطيئون جدًا" (كوهين، 2004، ص. 118).

### التأثير على الشؤون العالمية
يمكن أن تؤثر التصورات المختلفة للوقت عبر الثقافات على التواصل العالمي. عند الكتابة عن منظور الوقت، علق غونزاليس وزيمباردو قائلاً: «لا يوجد تأثير أكثر قوة وانتشارًا على كيفية تفكير الأفراد وتفاعل الثقافات من وجهات نظرنا المختلفة في الوقت - الطريقة التي نتعلم بها كيف نقسم عقليًا الوقت إلى الماضي والحاضر والمستقبل.»  :227
اعتمادًا على المكان الذي ينتمي إليه الفرد، قد يكون تصورهم للوقت هو أن «الساعة تحكم اليوم» أو «سنصل إلى هناك عندما نصل إلى هناك».[اقتباس من غير مصدر] تحسين احتمالات النجاح في المجتمع العالمي يتطلب فهم الاختلافات الثقافية والتقاليد وأنماط الاتصال. 
النهج أحادي الاتجاه للمفاوضات مباشر وخطي ومتجذر في الخصائص التي توضح اتجاهات السياق المنخفض. تتعامل ثقافة السياق المنخفض مع الدبلوماسية بطريقة محامية ونزيهة مع فكرة واضحة عن النتائج المقبولة وخطة للوصول إليها. سيتم إعداد مسودة الحجج التي توضح المواقف. تميل الثقافة أحادية النشاط، التي تهتم أكثر بالوقت والمواعيد النهائية والجداول الزمنية، إلى نفاد صبرها وتريد التسرع في «إنهاء الصفقة».
تأتي الثقافات ذات التوجهات المتعددة إلى المواقف الدبلوماسية دون إعطاء أهمية خاصة في الوقت المناسب. تنظيم الوقت هو إحد قنوات الاتصال غير اللفظي التي يفضلها مفاوض متعدد الأطوار عالي السياق على التواصل اللفظي. سيؤكد النهج متعدد الأطوار للمفاوضات على بناء الثقة بين المشاركين وتشكيل التحالفات وإيجاد توافق في الآراء. قد يتم تكليف المفاوضين متعددي الأطوار ذات السياق العالي بالعاطفة تجاه موضوع ما، وبالتالي التعتيم على حل واضح بخلاف ذلك.

## السيطرة على الوقت في علاقات القوة
للوقت علاقة محددة بالسلطة. على الرغم من أن القوة تشير غالبًا إلى القدرة على التأثير في الناس،  :314ترتبط القوة أيضًا بالهيمنة والمكانة.  :315
على سبيل المثال، في مكان العمل، يعامل أولئك الذين يشغلون مناصب قيادية أو إدارية الوقت - بحكم المنصب - يعاملون وقتهم بشكل مختلف عن أولئك الذين هم في مركز أدنى. حدد أندرسون وبومان ثلاثة أمثلة محددة لكيفية تقارب التسلسل الزمني والقوة في مكان العمل – وقت الانتظار ووقت التحدث ووقت العمل.

### وقت الانتظار
الباحثان إنسل وليندجرين  :325كتبا أن العمل على أن الفرد ذو مكانة أقل ينتظر طويلا هو علامة على الهيمنة. ويشيرون إلى أن الشخص الذي «في وضع يسمح له بإنتظار الآخر له سلطان عليه. أن تبقى منتظراً يعني ضمناً أن وقت المرء أقل قيمة من وقت الشخص الذي يفرض الانتظار».

### وقت التحدث
هناك علاقة مباشرة بين قوة الفرد في المنظمة والمحادثة. يتضمن ذلك كلاً من طول المحادثة وتسجيل الأدوار ومن يبدأ المحادثة وينهيها. تشير الأبحاث المستفيضة إلى أن أولئك الذين يتمتعون بسلطة أكبر في منظمة ما سيتحدثون كثيرًا ولمدة زمنية أطول. توفر الاجتماعات بين الرؤساء والمرؤوسين فرصة لتوضيح هذا المفهوم. رئيس - بغض النظر عما إذا كانوا يديرون الاجتماع الفعلي أم لا - يقود المناقشات وطرح الأسئلة ولديه القدرة على التحدث لفترات أطول من الوقت دون مقاطعة. وبالمثل، تـُظهر الأبحاث أن تبادل الأدوار يتأثر أيضًا بالقوة. تلاحظ عالمة النفس الاجتماعي نانسي هينلي أنه «من المتوقع أن يخضع المرؤوسون لرؤسائهم وهناك توقع ثقافي بأن المرؤوس لن يقاطع رئيسه».  :326طول الاستجابة يتبع نفس النمط. في حين أن الرئيس يمكنه التحدث طالما يريد، فإن ردود المرؤوس تكون أقصر في الطول. لاحظ ألبرت محرابيان أن الانحراف عن هذا النمط أدى إلى تصورات سلبية عن المرؤوس من قبل الرئيس. يتم التحكم أيضًا في بداية وإنهاء تفاعل الاتصال في مكان العمل من قبل الفرد ذي المكانة الأعلى في المؤسسة. يتم تحديد وقت ومدة المحادثة من قبل الشخص ذي المكانة الأعلى.

### وقت العمل
يُنظر إلى وقت الأفراد ذوي المكانة العالية على أنه ذو قيمة، وهم يتحكمون في وقتهم. من ناحية أخرى، فإن المرؤوس الذي يتمتع بسلطة أقل يتحكم في وقته شخص ذو مكانة أعلى ويكون أقل تحكمًا في وقته - مما يجعله على الأرجح يقدم تقريرًا بوقته إلى سلطة أعلى. ترتبط هذه الممارسات بشكل أكبر بأولئك الذين يشغلون مناصب غير إشرافية أو في وظائف ذوي الياقات الزرقاء بدلاً من المهن ذات الياقات البيضاء. بدلاً من ذلك، مع زيادة القوة والوضع في المؤسسة، تزداد أيضًا مرونة جدول العمل. على سبيل المثال ، بينما قد يحتفظ المحترفون الإداريون بجدول عمل من 9 إلى 5 ساعات ، قد يحتفظ رؤسائهم بساعات أقل تنظيماً. هذا لا يعني أن الرئيس يعمل بشكل أقل. قد يعملون لفترة أطول ، ولكن لا يتم تحديد هيكل بيئة عملهم بدقة من خلال يوم العمل التقليدي. وبدلاً من ذلك ، وكما لاحظ كولر وزملاؤه ، فإن «الأفراد الذين يقضون وقتًا أطول ، وخاصة وقت الفراغ ، في الاجتماعات واللجان وتطوير الاتصالات ، من المرجح أن يكونوا صانعي قرار مؤثرين».  :327
الجدولة هي مثال محدد للطريقة التي يتم بها التعبير عن السلطة من خلال وقت العمل. كما لاحظ ياكورا وآخرون في البحث الذي شاركه بالارد وسيبولد ، «تعكس الجدولة المدى الذي يتم فيه إضفاء الطابع الرسمي على تسلسل ومدة أنشطة الخطط والأحداث» (Ballard and Seibold، p. 6). يتمتع الأفراد ذوو المكانة العالية بجداول زمنية دقيقة ورسمية للغاية - مما يشير إلى أن مكانتهم تتطلب أن يكون لديهم مجموعات زمنية محددة للاجتماعات والمشاريع والمواعيد المحددة. ومع ذلك ، قد يكون لدى الأفراد الأقل مكانة جداول أقل رسمية. أخيرًا ، سيكون للجدول الزمني وتقويم المواعيد للفرد ذي المكانة الأعلى الأسبقية في تحديد مكان وتوقيت وأهمية حدث أو موعد معين.

## النظريات المرتبطة

### نظرية مخالفات التوقع
من تطوير جودي بورغون ، ترى نظرية انتهاكات التوقع (EVT) أن الاتصال هو تبادل للمعلومات ذات محتوى عالٍ ويمكن استخدامه لخرق توقعات شخص آخر والذي سيتم اعتباره إما إيجابًا أو سلبًا اعتمادًا على الإعجاب بين الاثنين اشخاص.
عندما تنتهك توقعاتنا ، سنرد بطرق محددة. إذا كان الفعل غير متوقع وتم تعيينه تفسيرًا إيجابيًا ، وتم تقييمه بشكل إيجابي ، فسوف ينتج عنه نتائج أكثر ملاءمة من الفعل المتوقع بنفس التفسير والتقييم.

### نظرية التكيف الشخصية
تنص نظرية التكيف بين الأشخاص (IAT)، التي أسستها جودي بورغون ، على أن التكيف في التفاعل يستجيب لاحتياجات وتوقعات ورغبات المتصلين ويؤثر على كيفية وضع المتصلين لأنفسهم فيما يتعلق ببعضهم البعض والتكيف مع تواصل بعضهم البعض. على سبيل المثال ، قد يتطابقون مع سلوك بعضهم البعض ، أو يزامنون توقيت السلوك ، أو يتصرفون بطرق مختلفة. من المهم أيضًا ملاحظة أن الأفراد يجلبون للتفاعلات متطلبات معينة تعكس احتياجات الإنسان الأساسية ، والتوقعات حول السلوك القائم على الأعراف الاجتماعية ، ورغبات التفاعل بناءً على الأهداف والتفضيلات الشخصية (Burgoon، Stern & Dillman، 1995).

## أنظر أيضا
- الوقت الأفريقي
- بول فيريليو
- فلسفة المكان والزمان
- تعدد المهام عند الإنسان

## للقراءة المتعمقة
- بلودورن ، إيه سي (2002). التنظيم البشري للزمن: الحقائق الزمنية والخبرة . ستانفورد ، كاليفورنيا: مطبعة جامعة ستانفورد.
- كوهين ، ر. (2004). التفاوض عبر الثقافات: التواصل الدولي في عالم مترابط (rev. ed.). واشنطن العاصمة: معهد الولايات المتحدة للسلام.
- جريفين ، إي (2000). نظرة أولى على نظرية الاتصال (الطبعة الرابعة). بوسطن ، ماساتشوستس: ماكجرو هيل.
- هوج ، أ. (2002، 4 فبراير). لغة عالمية . تم الاسترجاع في 10 مايو 2007 من الموقع الإلكتروني:
- أوزبورن ، هـ. (2006، يناير / فبراير). بعبارة أخرى ... يمكن للأفعال أن تتحدث بوضوح مثل الكلمات . تم الاسترجاع في 12 مايو 2007 من موقع الويب: http://www.healthliteracy.com/article.asp؟ PageID = 3763
- ويسل ، ر. (2003، 9 يناير). هل هناك وقت للإبطاء؟ . تم الاسترجاع في 10 مايو 2007 من موقع الويب: http://www.csmonitor.com/2003/0109/p13s01-sten.html

## روابط خارجية
- "Intercultural Skills Test". ICTAC. مؤرشف من الأصل في 2012-03-18.
- "Peace Corps, National Geographic Society Collaborate on Education Project". Peace Corps. مؤرشف من الأصل في 2014-09-16.
- "Lesson 1 for The Meaning of Time". Recognizing How Another Culture Differs From One's Own. The Washington File. Peace Corps. 29 يناير 2003. مؤرشف من الأصل في 2013-02-28. اطلع عليه بتاريخ 2015-10-09.
- Hahn، Harley (27 مارس 2005). "Time Sense: Polychronicity and Monochronicity". مؤرشف من الأصل في 2022-11-05.

قالب:Nonverbal communication